# Муньос, Карлос (футболист)
Карлос Эдуардо Муньос Ремолина (исп. Carlos Eduardo Muñoz Remolina; родился 9 августа 1959 года в Сан-Луис-Потоси, Мексика) — мексиканский футболист, полузащитник. Известен по выступлениям за мексиканский клуб УАНЛ Тигрес и сборную Мексики. Участник чемпионата мира 1986 года.

## Клубная карьера
Муньос воспитанник клуба «Атлетико Потосино» из своего родного города. За три года он стал одним из лидеров команды и заинтересовал множества более именитых клубов. В 1982 году Карлос перешёл «УАНЛ Тигрес». В том же году он дебютировал в мексиканской Примере. В составе «тигров» Муньос провёл тринадцать сезонов, став одним из символов клуба. В 1994 году команду возглавил бывший партнёр Карлоса по сборной Мексики Карлос де лос Кобос и Муньос потерял место в основе. По окончании сезона он завершил карьеру футболиста.

## Международная карьера
В 1981 году в составе молодёжной сборной Мексики выступал на молодёжном чемпионате мира в Австралии.
25 октября 1983 года в товарищеском матче против сборной Сальвадора он дебютировал за сборную Мексики. 31 октября 1984 году в поединке против команды Уругвая Муньос забил свой первый гол за сборную.
В 1986 году Карлос попал в заявку национальной команды на участие в домашнем Чемпионате мира. На турнире он сыграл в поединках против сборных Болгарии, Парагвая, Бельгии и ФРГ.
В 1991 году Карлос занял третье место на Золотом кубке КОНКАКАФ.

### Голы за сборную Мексики
| #   | Дата            | Место   | Противник | Счёт | Соревнование      |
| --- | --------------- | ------- | --------- | ---- | ----------------- |
| 01. | 31 октября 1984 | Уругвай | Уругвай   | 1:1  | Товарищеский матч |
| 02. | 17 января 1990  | США     | Аргентина | 2:0  | Товарищеский матч |

## Достижения
Международные
 Мексика
- Золотой кубок КОНКАКАФ — 1991